# The Imperfect Lady
The Imperfect Lady is een Amerikaanse historische dramafilm uit 1947, geregisseerd door Lewis Allen en met Ray Milland, Teresa Wright en Cedric Hardwicke in de hoofdrollen. De film, die in 1945 werd opgenomen, werd pas in 1947 uitgebracht. De film staat ook bekend onder de alternatieve titel Mrs. Loring's Secret. 

## Verhaal
In 1892 ontmoeten de showgirls Millie en Rose de politicus Clive Loring, die hen uitnodigt voor thee. Millie wordt verliefd op Clive en besluit het podiumleven op te geven, maar zijn broer Lord Belmont keurt dit af.
Wanneer Millie en Rose in het openbaar verschijnen met toneelmake-up, worden ze aangezien voor prostituees. Een man met wie Millie onschuldig wat tijd doorbrengt, Jose Martinez, wordt gearresteerd voor moord. Zijn enige kans om zijn onschuld te bewijzen is dat Millie hem een alibi verschaft. Uit angst voor Clive's reputatie ontkent Millie hem te kennen.
Lord Belmonts vermoedens worden bevestigd wanneer hij de rechtszaak bijwoont. Martinez wordt veroordeeld, maar het is duidelijk dat hij de waarheid sprak over zijn ontmoeting met Millie.
Millie wordt gedwongen te getuigen als er een publieke oproer ontstaat om Clive te laten aftreden uit het parlement. Ondanks de ophef besluit Clive echter trouw te blijven aan zijn liefde.

## Rolverdeling
- Ray Milland als Clive Loring
- Teresa Wright als Millicent Hopkins
- Cedric Hardwicke als Lord Belmont
- Virginia Field als Rose Bridges
- Anthony Quinn als Jose Martínez
- Reginald Owen als Mr. Hopkins
- Melville Cooper als Lord Montglyn
- Rhys Williams als inspecteur Carston
- George Zucco als Mr. Mallam
- Charles Coleman als Sam Travers
- Miles Mander als Mr. Rogan
- Gordon Richards als Gladstone
- Edmund Breon als opperrechter
- Frederick Worlock als Henderson
- Michael Dyne als Malcolm Gadby
- Joan Winfield als Lucy
- Lillian Fontaine als Mrs. Gunner
- Gordon Richards als Gladstone
- Ted Billings als schoorsteenveger (onvermeld)
- Harry Cording als politieagent (onvermeld)
- John Goldsworthy als Bobby (onvermeld)
- Olaf Hytten als butler (onvermeld)